# Stadium of Light
Stadium of Light är en fotbollsarena i Sunderland i nordöstra England, invigd 1997. Arenan är hemmaarena för Sunderland AFC och ersatte klubbens tidigare hemmaarena, Roker Park, där man spelade i 100 år.
Stadium of Light har även använts till landskamper vid ett par tillfällen.
Arenan har en publikkapacitet om 49 000 åskådare vid fotbollsmatcher och 60 000 vid konserter.
Arenan är enligt Uefas arenaranking en fyrstjärnig arena.